# Brasão de armas da União Soviética
O brasão estatal da União Soviética (em Russo: Государственный герб СССР) foi adoptado em 1923 e usado até à queda da União Soviética em 1991. Embora tecnicamente seja um emblema e não um brasão, dado que não segue as regras heráldicas, em Russo chama-se герб (transliteração: gerb), a palavra usada para um brasão clássico. Aqui à direita está o último brasão da União, de 1956 a 1991.

## Descrição
O brasão de armas mostra um tradicional emblema Soviético com a foice e o martelo, e a estrela vermelha sobre um globo. Rodeando esta composição, estão duas grinaldas de trigo cobertas pelo lema estatal (Trabalhadores do mundo, uni-vos!) nas línguas oficiais das Repúblicas Soviéticas, em ordem contrária à qual foram mencionadas na Constituição da União Soviética.
Cada República Soviética (RSS) e República Soviética Autónoma (RSA) tinha o seu próprio brasão, fortemente inspirado no brasão da União. 

## As línguas
| Esquerda                                         | Centro                                               | Direita                                         |
| ------------------------------------------------ | ---------------------------------------------------- | ----------------------------------------------- |
| Turcomeno: Әхли юртларың пролетарлары, бирлешиң! |                                                      | Estoniano: Kõigi maade proletaarlased, ühinege! |
| Tajique: Пролетарҳои ҳамаи мамлакатҳо, як шавед! | Arménio: Պրոլետարներ բոլոր երկրների, միացե'ք!        |                                                 |
| Letão: Visu zemju proletārieši, savienojieties!  | Quirguiz: Бардык өлкөлордүн пролетарлары, бириккиле! |                                                 |
| Lituano: Visų šalių proletarai, vienykitės!      | Moldávio: Пролетарь дин тоате цэриле, уници-вэ!      |                                                 |
| Georgiano: პროლეტარებო ყველა ქვეყნისა, შეერთდით! | Azeri: Бүтүн өлкәләрин пролетарлары, бирләшин!       |                                                 |
| Uzbeque: Бутун дунё пролетарлари, бирлашингиз!   | Cazaque: Барлық елдердің пролетарлары, бірігіңдер!   |                                                 |
| Ucraniano: Пролетарі всіх країн, єднайтеся!      | Bielorrusso: Пралетарыі ўсіх краін, яднайцеся!       |                                                 |
|                                                  | Russo: Пролетарии всех стран, соединяйтесь!          |                                                 |

## Brasões anteriores

1923-1936, representando as seis repúblicas soviéticas originais: Rússia, Ucrânia, Bielorrússia e as repúblicas caucasianas da Geórgia, Armênia e Azerbaijão
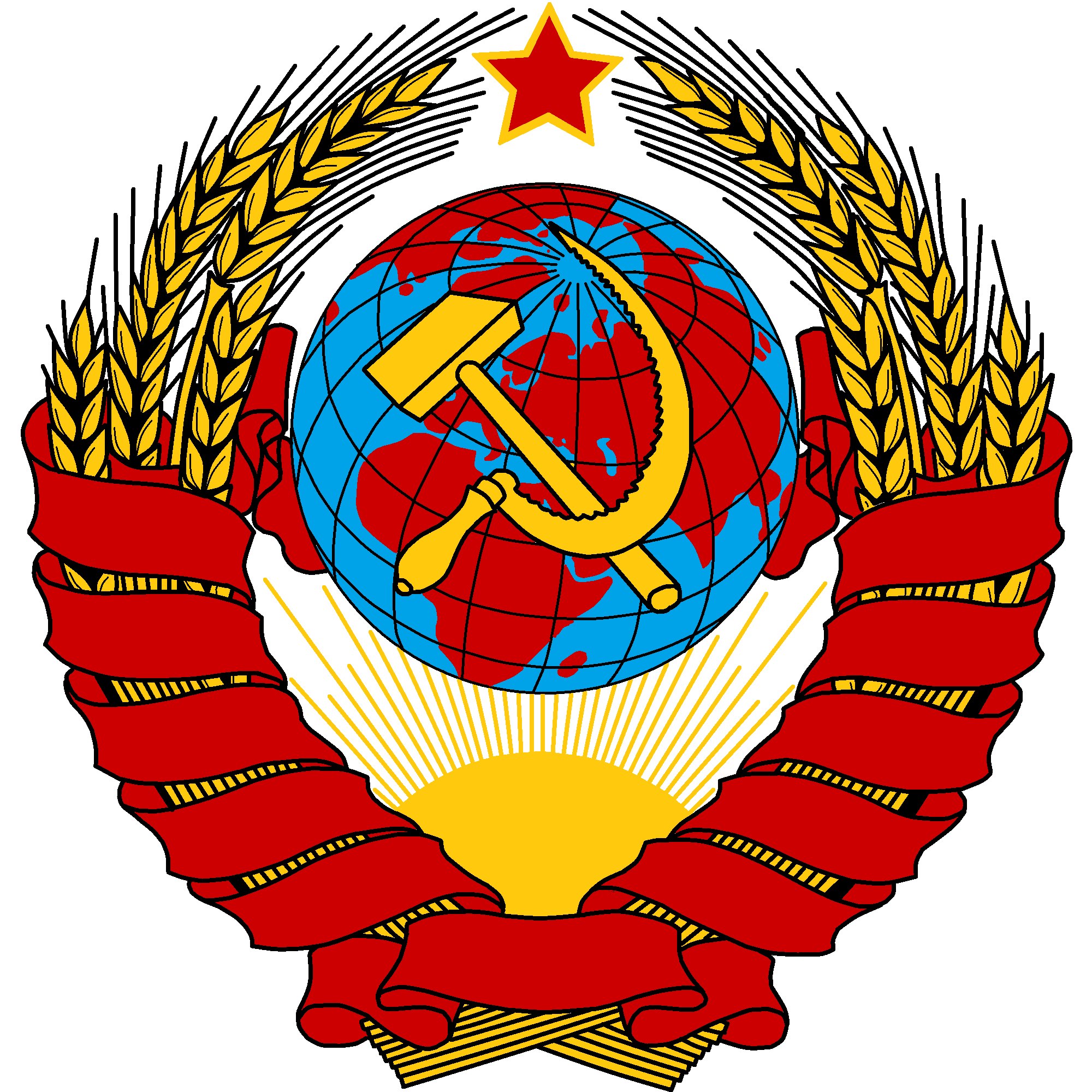
1936-1946
1946-1956, representando além das repúblicas originais as repúblicas da Ásia Central criadas nos anos 1930 mais aquelas criadas durante as conquistas territoriais soviéticas durante a II Guerra Mundial
1956-1991